# 鄭葆清
鄭葆清（?—?），湖北省黃州府黃岡縣人，清朝政治人物、進士出身。
光緒九年（1883年），参加癸未科殿試，登進士二甲68名。同年五月，著交吏部掣签分发各省，以知县即用。